# Thecocarcelia ebenina
Thecocarcelia ebenina är en tvåvingeart som beskrevs av Louis-Paul Mesnil 1950. Thecocarcelia ebenina ingår i släktet Thecocarcelia och familjen parasitflugor. Inga underarter finns listade i Catalogue of Life.